# Canadian Pacific Railway

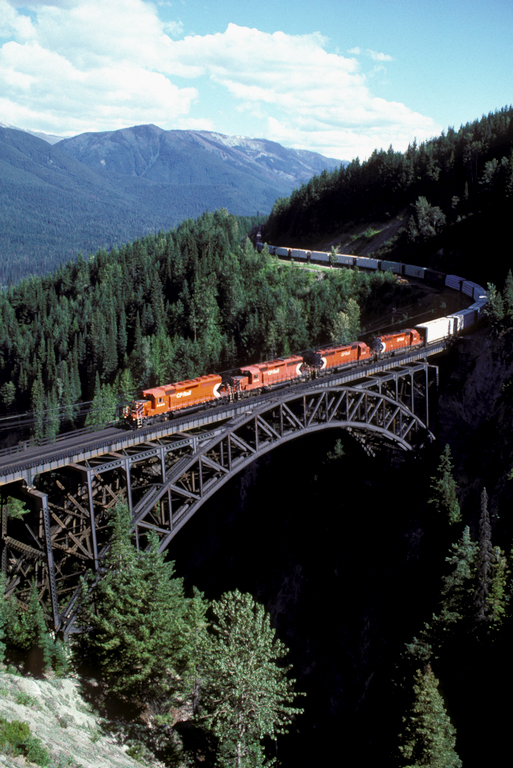
Um trem cargueiro da Canadian Pacific Railway locomovendo-se em direção a leste, na Ponte Stoney Creek. Foto por David R. Spencer

A Canadian Pacific Railway (abreviação coloquial: CPR, abreviações oficiais: CP, CPAA, CPI), conhecida como CP Rail entre 1968 e 1996, é uma companhia ferroviária do Canadá que administra uma malha ferroviária que estende-se de Vancouver a Montreal, e também atende a algumas cidades primárias nos Estados Unidos, como Minneapolis, Chicago e Nova Iorque. A Canadian Pacific Railway é operada pela Canadian Pacific Railway Limited. A companhia está sediada em Calgary, província de Alberta.
A Canadian Pacific Railway foi originalmente construída entre o leste do Canadá e a Colúmbia Britânica, entre 1881 e 1885, atendendo a uma promessa feita à Colúmbia Britânica, em sua entrada como a sexta província do Canadá, em 1871, quando a Colúmbia Britânica exigiu a construção de uma ferrovia conectando a região com o resto do país. Quando inaugurada, em 1885, tornou-se a primeira ferrovia transcontinental do Canadá. Atualmente, a ferrovia atende apenas trens cargueiros. Porém, por várias décadas desde a sua inauguração a ferrovia era o único meio prático de transporte de longa distância em várias regiões do país. A ferrovia desempenhou um papel indispensável na colonização do oeste do Canadá, bem como o desenvolvimento econômico desta. Em 1978, seus serviços de passageiros foram eliminados, que passaram à responsabilidade da VIA Rail, criada no mesmo ano. O logo da companhia é um castor dourado, símbolo do Canadá, e que representa o carácter dedicado ao trabalho da companhia. A Canadian Pacific Railway foi a causa de orgulho e de problemas por mais de 120 anos, e é considerada indiscutivelmente um ícone do nacionalismo canadense.

## História

### Pré-Canadian Pacific Railway, 1871-1881
A criação da Canadian Pacific Railway remonta a 1871, ao governo do então primeiro-ministro do Canadá John Alexander Macdonald. A Colúmbia Britânica insistiu na construção de uma linha ferroviária transcontinental que conectasse a então isolada região com o resto do país, como uma das condições para que a região de Colúmbia Britânica entrasse na Confederação do Canadá. O governo canadense então prometeu construir uma ferrovia conectando a Colúmbia Britânica com as províncias do leste canadense em dez anos, começando em 20 de julho de 1871. Macdonald também viu a ferrovia como essencial para a criação de uma nação unida, que iria estender-se ao longo do continente. E além disso, interesses econômicos em Ontário e em Quebec existiam na construção de uma ferrovia transcontinental - para o acesso de matéria-prima e do mercado do oeste canadense.

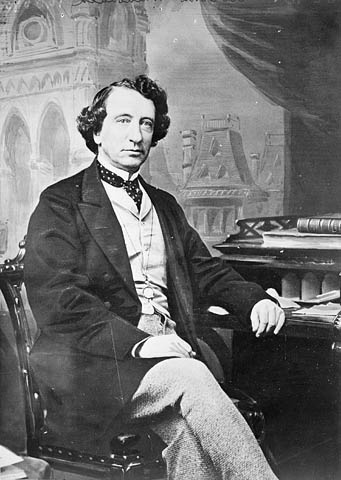
O primeiro-ministro John Alexander Macdonald.

Os primeiros obstáculos à construção da ferrovia foram aspectos econômicos. Uma ferrovia servindo o oeste canadense teria que passar, na época, pelo norte da região central dos Estados Unidos (ao sul dos Grandes Lagos) e por Chicago - uma ferrovia que ficasse inteiramente em território canadense, passando ao norte dos Grandes Lagos, exigiria 1 600 km de ferrovias a mais. Além disso, havia a dificuldade óbvia de construir uma ferrovia que cruzasse o acidentado terreno das Montanhas Rochosas Canadenses, na Colúmbia Britânica e em Alberta. O governo de Macdonald decidiu construir a linha ao norte dos Grandes Lagos, e ofereceu grandes incentivos fiscais, incluindo terras no oeste canadense, a quem quisesse ajudar no financiamento da construção da ferrovia.
Em 1872, Macdonald e outros políticos foram acusados de corrupção, no Escândalo da Pacific. Macdonald deu contratos a duas empresas de Hugh Allan, a Canada Pacific Railway Company (não relacionada com a Canadian Pacific Railway) e a Inter-Ocean Railway Company, empresas-fantasmas criadas por Allan. Macdonald o fez por causa de propina fornecida por Allan. Por causa deste escândalo, o Partido Conservador do Canadá, partido de Macdonald, perdeu o controle do governo do Canadá, com a renúncia de Macdonald em 1973. Alexander Mackenzie, líder do Partido Liberal do Canadá, tornou-se o novo primeiro-ministro do país, e começou a construção de segmentos da ferrovia, como uma iniciativa pública, sob a coordenação do Departamento de Trabalhos Públicos.
A construção da linha Thunder Bay - Winnipeg foi iniciada em 1875, que iria conectar a capital de Manitoba com o Lago Superior. O progresso da construção foi muito lento, por causa da falta de fundos públicos. Em 16 de outubro de 1878, Macdonald voltou ao poder, e uma política de construção mais agressiva foi iniciada. Macdonald confirmou que Port Moody seria o término ocidental da ferrovia transcontinental, e anunciou que a ferrovia iria seguir o Rio Fraser e o Rio Thompson, entre Port Moody e Kamloops. Em 1879, o governo federal procurou empresas dispostas a construir a secção de 206 km, entre Yale e Savona's Ferry, no Lago Kamloops. O contrato foi dado a Andrew Onderdonk, cujos homens começaram a trabalhar em 15 de maio de 1880. Após a construção deste trecho ter terminado, Onderdonk recebeu contratos para estender a ferrovia entre Yale e Port Moody, e entre Savona's Ferry e Eagle Pass.
Em 21 de outubro de 1880, outro sindicato, não relacionado com a de Hugh Allan, assinou um contrato com o governo de Macdonald. Este sindicato concordava em construir a ferrovia em troca de 25 milhões de dólares canadenses (aproximadamente 625 milhões de dólares canadenses, em valores atuais), em fundos do governo do Canadá e um terreno de 101 000 km² (25 milhões de acres, ou dez milhões de hectares) de terras. O governo também isentou a ferrovia de impostos de terreno por 20 anos. O sindicato oficialmente consistia de cinco homens: George Stephen, James Hill, Duncan McIntyre, Richard Angus e John S. Kennedy. Donald Alexander Smith e Norman Kittson eram outros parceiros não-oficiais que também tinham interesses econômicos na construção da ferrovia. Em 15 de fevereiro de 1881, o contrato recebeu aprovação real, e a Canadian Pacific Railway Company, empresa encarregada de administrar a Canadian Pacific Railway, foi criada no dia seguinte.

### Construção da ferrovia, 1881-1885
Assumia-se que a ferrovia iria passar pelo chamado "Cinturão Fértil" ao norte do vale do Rio Saskatchewan, e cruzar as Montanhas Rochosas via Yellowhead Pass, uma rota advogada por Sandford Fleming baseada em uma década de trabalho. Porém, a Canadian Pacific Railway rapidamente substituiu este plano por outra rota mais meridional, que cruzaria o árido Palliser's Triangle em Saskatchewan e o Kicking Horse Pass, em Field Hill. Esta rota era mais direta e próxima à fronteira canadense com os Estados Unidos, tornando a Canadian Pacific Railway uma barreira contra o crescimento de ferrovias americanas em direção ao norte.
Porém, esta rota possuía várias desvantagens. Uma consequência foi que a Canadian Pacific Railway precisaria achar uma rota pelas Montanhas de Selkirk, e à época, não sabia-se nem se tal rota seria possível. O trabalho de achar um caminho viável pelas montanhas coube ao geólogo Major Albert Bowman Rogers. A Canadian Pacific Railway prometeu a Rogers um cheque de cinco mil dólares canadenses e que tal rota seria nomeada em sua honra. Rogers imediatamente ficou obcecado em achar tal caminho que iria imortalizar seu nome. Ele encontrou uma rota em 29 de maio de 1881, e a Canadian Pacific Railway cumpriu sua palavra, dando a Rogers o cheque de cinco mil dólares e à nova rota o nome de Rogers Pass. Rogers, curiosamente, recusou-se inicialmente a tirar o efetivo, preferindo ficar com o cheque, colocando-o em um quadro, e dizendo que ele não tinha feito a pesquisa pelo dinheiro. Posteriormente, Rogers sacou o efetivo do cheque, quando foi presenteado com um relógio de ouro como um souvenir.
Outro obstáculo era que a região por onde a rota proposta passava era controlada pelos índios Blackfoot. Esta dificuldade foi vencida quando o missionário Albert Lacombe persuadiu o chefe blackfoot Crowfoot que a construção da ferrovia era inevitável. Em retorno de seu consentimento, Crowfoot foi presenteado com um passe ilimitado de viagem na Canadian Pacific Railway.
A última consequência da rota escolhida era que a região onde a ferrovia estava a passar era árida demais para a agricultura, ao contrário da rota anteriormente proposta por Fleming. A Canadian Pacific Railway talvez tenha colocado muita confiança em um estudo do naturalista John Macoun, qe havia feito o estudo nos campos canadenses em um tempo de muita chuva, e concluiu que a região era fértil.
A pior das desvantagens da rota era o Kicking Horse Pass. Nos primeiros seis quilômetros a oeste deste ponto, cuja altitude é de 1 625 metros, o terreno diminui em altitude em cerca de 350 metros, até o vale do Rio Kicking Horse. Esta inclinação forçou a Canadian Pacific Railway a construir os sete quilômetros seguintes de trilhos - trecho popularmente chamado de Big Hill, literalmente, Grande Morro - com um gradiente de inclinação de 4,5% após Kicking Horse Pass. Este gradiente era quatro vezes mais alto do que o gradiente recomendado para ferrovias da época, e mesmo atualmente ferrovias raramente possuem um gradiente de inclinação maior que 2%. Isto forçou a instalação de equipamentos de segurança nesta secção da ferrovia. Foi imposta uma velocidade máxima para trens descendo a colina de 10 km/h, e locomotivas especiais foram encomendadas. Apesar destas medidas, vários acidentes aconteceriam posteriormente. Oficiais da Canadian Pacific Railway insistiam que isto era um problema de caráter temporário, mas este problema persistiria por cerca de 25 anos, até o desenvolvimento de túneis espirais, no começo do século XX.

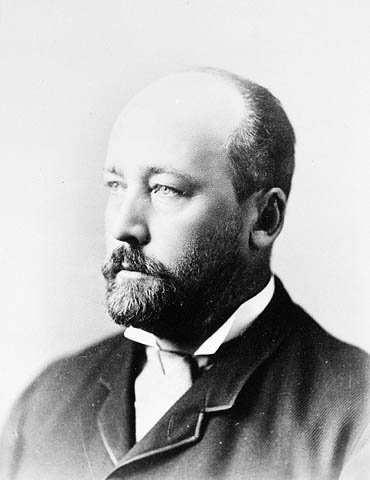
William Cornelius Van Horne.

Em 1881, a construção de ferrovia foi considerada lenta demais por especialistas da Canadian Pacific Railway. A companhia decidiu contratar o renomado executivo ferroviário William Cornelius Van Horne, para administrar e vistoriar a construção da ferrovia, em troca de um salário generoso e pelo desafio intrigante de administrar um projeto ferroviário desta magnitude. Van Horne disse que ele teria 800 km de ferrovias primárias prontas em um ano, até 1882. Inundações adiaram o começo da construção (interrompida no inverno, e que era para ter reiniciado suas atividades logo pouco antes do início da primavera), mas cerca de 672 km de ferrovias primárias, bem como outras ferrovias secundárias, foram construídos neste ano. A secção de Thunder Bay foi completada em junho de 1883, permitindo tráfego ferroviário entre o leste do Canadá com Winnipeg pela primeira vez em toda história do Canadá. Por volta de 1883, a ferrovia havia se estendido às Montanhas Rochosas, a apenas 8 km oeste de Kicking Horse Pass. Os anos de 1884 e 1885 seriam gastos em construções nas montanhas da Colúmbia Britânica e na margem norte do Lago Superior.
Milhares de pessoas trabalharam na construção da ferrovia. Muitos eram imigrantes europeus. Na Colúmbia Britânica, a Canadian Pacific Railway também contratou trabalhadores da China, apelidados de coolies. Um trabalhador branco recebia entre 1 a 2,5 dólares canadenses por dia, mas era responsável por sua própria alimentação, roupas, transporte até local de trabalho e cuidados médicos. Após cerca de 2 meses e meio de trabalho, eles podiam acumular apenas cerca de 16 dólares. Já trabalhadores chineses recebiam apenas 0,75 a 1,25 dólares por dia, e era responsáveis por suas despesas. Ao final de 2 meses e meio de trabalho, acumulavam quase nenhum dinheiro para mandar para casa. Trabalhadores chineses trabalhavam nos locais e nos postos de construção mais perigosos, como o manejamento de explosivos. Famílias de chineses que haviam morrido em acidentes não recebiam compensações, nem mesmo notificação de morte. Muitos dos trabalhadores que sobreviveram não tinham dinheiro para voltar às suas famílias na China, e foram obrigados a viver por muitos anos em terríveis condições. Tais trabalhadores trabalhavam duro, e tiveram um papel essencial na construção do trecho da ferrovia na Colúmbia Britânica.
Por volta de 1883, a construção da ferrovia estava progredindo rapidamente, mas a Canadian Pacific Railway estava perdendo dinheiro rapidamente. Em resposta a esta situação, o governo canadense, em 31 de janeiro de 1884, aprovou uma lei, a Railway Relief Bill, dando um novo empréstimo de 22,5 milhões de dólares à Canadian Pacific Railway. Esta lei recebeu aprovação real em 6 de março de 1884.

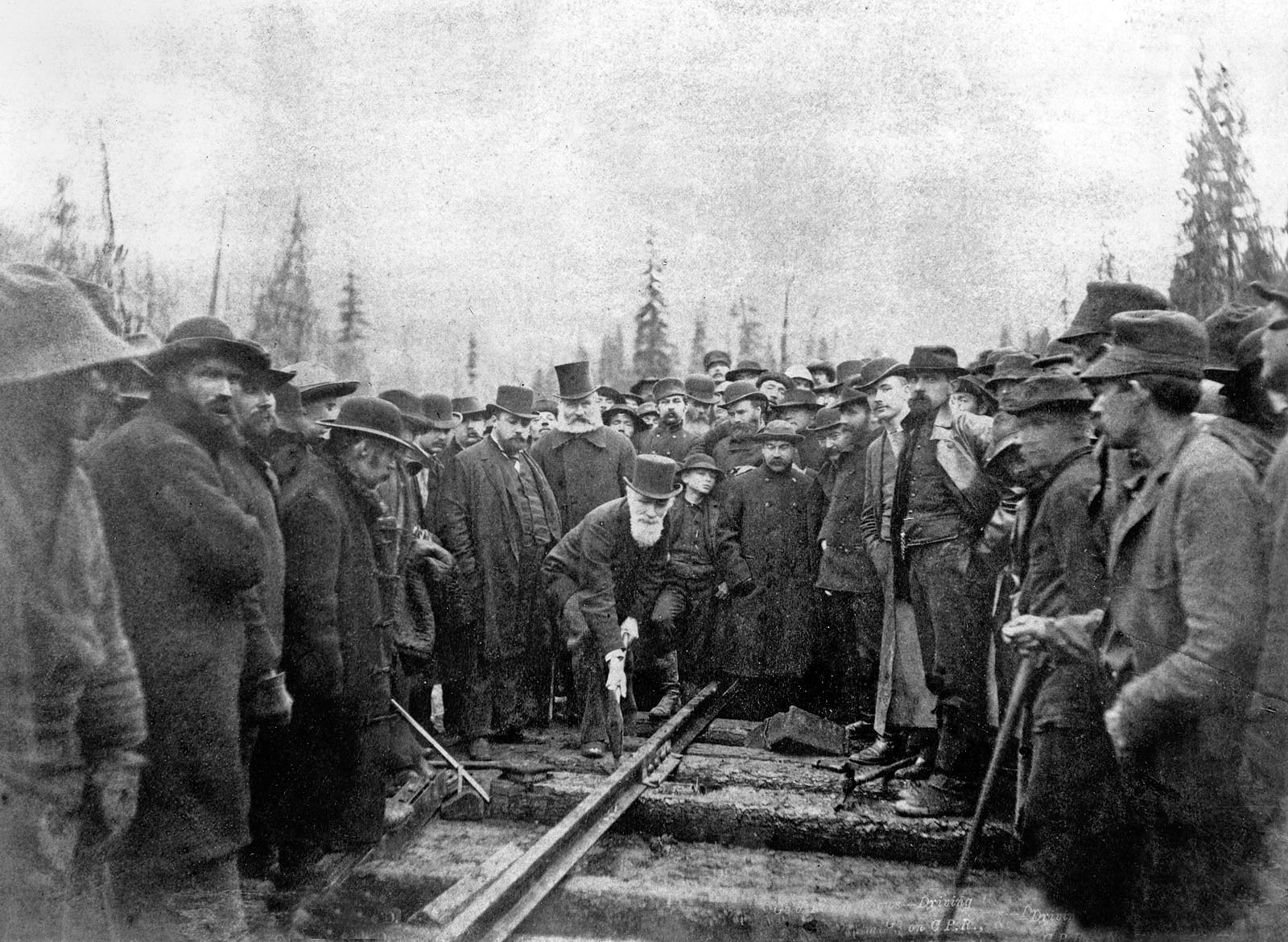
Donald Alexander Smith instala o último trilho da Canadian Pacific Railway.

Em março de 1885, a Rebelião de Saskatchewan irrompeu em Saskatchewan, então parte dos Territórios do Noroeste. Van Horne, então em Ottawa, sugeriu ao governo que a Canadian Pacific Railway poderia transportar tropas a Fort Qu' Appelle, Saskatchewan, em apenas 11 dias. Algumas secções da ferrovias entre Ottawa e Fort Qu' Appelle estavam incompletas ou não haviam sido testadas anteriormente, mas a viagem até Winnipeg foi realizada em nove dias, e a rebelião foi rapidamente abafada. Talvez como um gesto de gratidão, o governo canadense decidiu se responsabilizar pela dívida da companhia, e ainda forneceu um novo empréstimo de 5 milhões de dólares canadenses à Canadian Pacific Railway, urgentemente necessitados pela empresa. Em 7 de novembro de 1885, o último trilho foi montado em Craigellachie, na Colúmbia Britânica, cumprindo a promessa original. Apesar de que a rodovia fora completada quatro anos após o prazo final de 1881, foi completada 5 anos antes do novo prazo de dez anos dado por Macdonald, em 1881.
A bem-sucedida construção de um massivo projeto, embora pontuada por adiamentos e escândalos, foi considerada um feito notável de engenharia e de dedicação política a um país com uma pequena população, capital limitado e terreno difícil. Na época da inauguração, a Canadian Pacific Railway era facilmente a mais longa ferrovia do mundo.
Enquanto isto, no leste canadense, a Canadian Pacific Railway havia criado uma malha ferroviária que estendia-se desde a Cidade de Quebec até St. Thomas, em 1885. A Canadian Pacific Railway havia feito compras e o leasing de várias linhas ferroviárias através de uma companhia associada, a Ontario and Quebec Railway (Q&Q). Esta última também construiu uma linha ferroviária entre Perth e Toronto (completada em 5 de maio de 1884), para conectar estas aquisições. A Canadian Pacific Railway obteve as linhas da Q&Q através de um leasing de 999 anos, em 4 de janeiro de 1884.

### 1885-1900
Tantas linhas sem saída foram construídas ao longo da construção (com o objetivo de cortar custos) que serviço transcontinental não pôde começar por cerca de 7 meses, até que o trabalho de melhorar as condições da ferrovia fosse terminada. Porém, se este caminho não tivesse tomado, é provável que a Canadian Pacific Railway tivesse falido durante sua construção, deixando a ferrovia incompleta. O primeiro trem transcontinental chegou em Port Moody em 4 de julho de 1886. Nesta ano, a Canadian Pacific Railway decidiu mudar seu terminal ocidental de Port Moody a vila de Grainville, que posteriormente cresceria a atual cidade de Vancouver. O primeiro trem oficial chegou em Vancouver em 23 de maio de 1887, embora a linha tivesse sido usada anteriormente por três meses, para testes. A Canadian Pacific Railway logo tornou-se uma companhia que dava lucro, e todos os empréstimos do governo federal foram pagos antes do previsto.
Em 1888, uma linha foi inaugurada entre Sudbury e Sault Ste. Marie, onde a Canadian Pacific Railway conectava-se com o sistema americano de ferrovias. Neste mesmo ano, a construção de uma linha ferroviária entre London, em direção da fronteira americana em Windsor, foi iniciada. Esta linha foi inaugurada em 12 de junho de 1890. A Canadian Pacific Railway também tomou controle da New Brunswick Railway através de um leasing de 999 anos, e construiu a International Railway of Maine, conectando Montreal com Saint John, em 1889. A conexão com Saint John, localizada nas margens do Oceano Atlântico, fez da Canadian Pacific Railway a primeira companhia ferroviária transcontinental do mundo, e permitiu o transporte de carga e passageiros procedente do Oceano Atlântico em direção ao interior do continente, durante o ano inteiro. Anteriormente, estes serviços precisavam ser interrompidos no inverno, quando gelo começa a cobrir o Golfo de São Lourenço, fechando o porto de Montreal.
Por volta de 1896, competição com a Great Northern Railway por tráfego no sul da Colúmbia Britânica forçou a Canadian Pacific Railway a construir uma segunda linha ao longo da província, ao sul da linha original. Van Horne, agora o presidente da Canadian Pacific Railway, pediu por ajuda governamental, e o governo concordou em fornecer cerca de 3,6 milhões de dólares de Lethbridge, pelo Crowsnest Pass, ao sul do Lago Kootenay, na condição de que a Canadian Pacific Railway reduzisse preços do transporte de produtos ao oeste do Canadá, em caráter perpétuo. Este acordo, o controverso Crowsnest Pass Agreement, congelou os preços do transporte de grãos e de certos passageiros (novos assentadores, a maioria imigrantes). Este acordo foi temporariamente suspenso durante a Segunda Guerra Mundial, mas foi somente em 1983 que o governo do Canadá permitiu o aumento gradual do preço do transporte de grãos, através da Western Grain Transportation Act. A linha Lethbridge - Lago Kooteay foi aberta em 18 de junho de 1899.

### 1900-1929

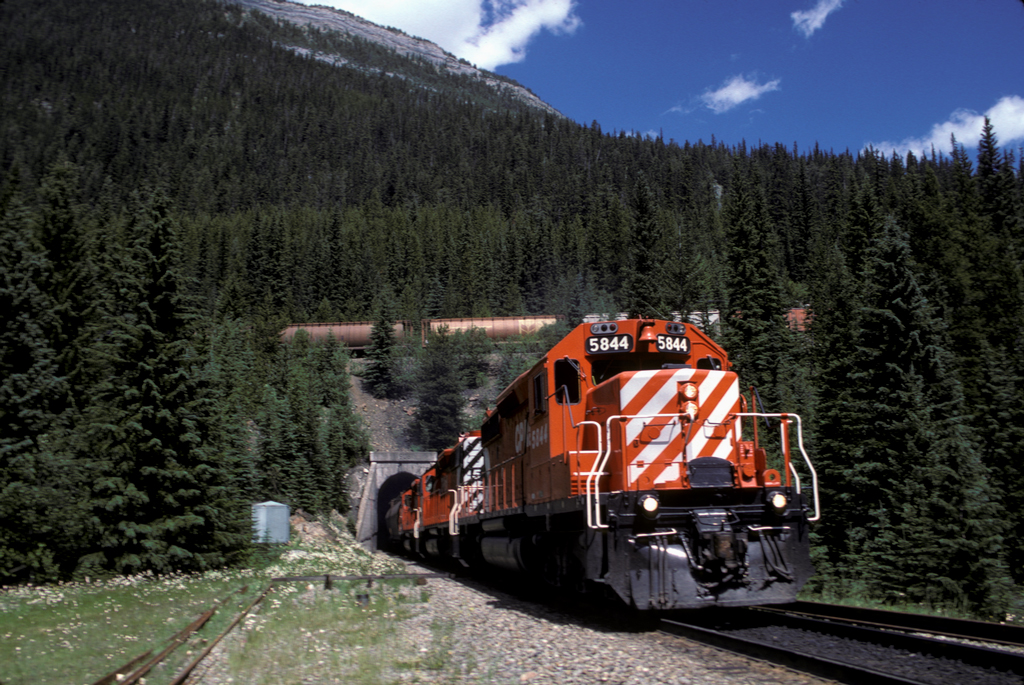
Um trem da Canadian Pacific Railway saíndo de um dos túneis espirais.

Durante a primeira década do século XX, a Canadian Pacific Railway continuou a construir mais linhas ferroviárias. Em 1908, a Canadian Pacific Railway abriu uma linha conectando Toronto com Sudbury. Anteriormente, trens partindo de Windsor, Hamilton e Toronto tinham que passar por Ottawa primeiramente.
Várias melhorias operacionais também foram feitas na malha ferroviária do oeste canadense. Em 1909, a Canadian Pacific Railway completou dois feitos significantes de engenharia. A mais significante delas foi a substituição do trecho popularmente conhecida como Big Hill por um sistema de túneis espirais, que reduziu o gradiente de inclinação de 4,5% para 2,2%. Os túneis em espirais abriram em agosto. Em 3 de novembro de 1909, o Viaduto de Lethbridge foi aberto sobre o vale do Rio Oldman, em Lethbridge, Alberta. Com um comprimento de 1,624 metros e, no seu máximo, 96 metros de altura tornou-se a ponte ferroviária mais longa do país. Em 1916, a Canadian Pacific Railway substituiu sua linha em Rogers Pass, que era vulnerável a avalanches, com o Túnel Connaught, um túnel de 8 km de comprimento sobre o Monte Macdonald, que foi, quando inaugurada, o mais longo túnel ferroviário do hemisfério ocidental.
A Canadian Pacific Railway adquiriu várias companhias e linhas ferroviárias de pequeno porte, através de leasings, em 1912. Em 3 de janeiro, a Canadian Pacific Railway adquiriu a Dominion Atlantic Railway, uma linha ferroviária localizada em Nova Escócia. Esta aquisição deu à Canadian Pacific Railway uma conexão a Halifax, um porto movimentado e importante no Oceano Atlântico. A Dominion Atlantic conectava-se com a Canadian Pacific Railway em Saint John com os serviços de ferry da Dominion Atlantic, na Baía de Fundy. Navios a vapor da Dominion Atlantic também forneciam conexões para carga e passageiros entre Yarmouth, Boston e Nova Iorque. Em 1 de julho de 1912, a Canadian Pacific Railway adquiriu a Esquimalt and Nanaimo Railway, uma ferrovia localizada na Ilha de Vancouver, conectada com o resto da malha da Canadian Pacific através de ferries. A Canadian Pacific Railway também adquiriu a Quebec Central Railway em 14 de dezembro de 1912.
A Primeira Guerra Mundial começou em 1914. A Canadian Pacific Railway dedicou recursos ao esforço de guerra, conseguindo manter-se lucrativa enquanto seus principais competidores, em dificuldades financeiras, esforçavam-se para continuarem suas operações. Após a guerra, o governo federal criou a Canadian National Railway (CNR, posteriormente CN), de várias companhias ferroviárias que faliram durante a Primeira Guerra Mundial. A Canadian National Railway tornaria-se o principal competidor da Canadian Pacific Railway no Canadá.

### AGrande Depressãoe aSegunda Guerra Mundial, 1929-1945
A Grande Depressão, que durou de 1929 até 1939, atingiu várias companhias em cheio. Apesar de que a Canadian Pacific Railway fora atingida, os estrados da Grande Depressão na Canadian Pacific foram muito mais leves do que os estragos sofridos pela rival Canadian National, porque, ao contrário da última, a Canadian Pacific não tinha dívidas. A Canadian Pacific Railway cancelou algumas de suas linhas de carga e passageiros e parou de dar dividendos aos acionários da companhia após 1932.
Um fato marcante da década de 1930, tanto para a Canadian Pacific quanto para o Canadá, foi a visita do Rei Jorge VI e da Rainha Isabel I da Inglaterra no Canadá em 1939 a primeira vez que o monarca reinante visitara o país. A Canadian Pacific e a Canadian National dividiram as honras de transportar a realeza ao longo do país, com a Canadian Pacific transportando-os da Cidade de Quebec até Vancouver.
Ainda no mesmo ano, a Segunda Guerra Mundial começaria. Como a companhia havia feito na Primeira Guerra Mundial a Canadian Pacific Railway devotou muito de seus recursos para o esforço de guerra, usando o material de algumas propriedades da companhia para a produção de tanques. Além disso, a companhia transportava tropas e recursos ao longo do país. Dos 22 navios da Canadian Pacific Railway que foram à guerra como navios mercantes, 12 deles foram abatidos.

### 1945-1978
Em 1968, como parte de uma reorganização da empresa, cada uma das operações primárias da Canadian Pacific Railway, incluindo suas linhas ferroviárias, foram organizadas em subsidiárias separadas. O nome da ferrovia mudou para CP Rail, e a companhia passou a chamar-se Canadian Pacific Limited, em 1971. A companhia substituiu o castor por um novo logo multi-marca, que podia ser usada para cada uma de suas subsidiárias.
Após a Segunda Guerra Mundial, a indústria de transportes no Canadá sofreu mudanças. Onde anteriormente as ferrovias forneciam serviços de carga e passageiros, carros, caminhões e aviões passaram a concorrer com as ferrovias. Isto naturalmente ajudou financianeiramente as operações caminhoneiras e aéreas da CP Rail, e as operações de carga ferroviária da Canadian Pacific Railway continuaram a ser lucrativas. Porém, o transporte de passageiros logo começou a dar prejuízos à companhia.
Durante a década de 1950, a CP Rail introduziu novas inovações no seu serviço de passageiros, e em 1955, introduziu The Canadian, um novo serviço transcontinental de luxo, para passageiros. Porém, por causa dos prejuízos causados pela concorrência com ônibus, carros e aviões, a CP Rail passou a acabar gradualmente com seus serviços de passageiros. Em 29 de outubro de 1978, todos os serviços de passageiros restantes passaram à recém-criada VIA Rail, uma nova companhia federal que seria responsável por administrar todos os serviços de passageiros inter-urbanos anteriormente fornecidos pela CP Rail e pela Canadian National Railway.

### 1979 - Tempos atuais
Em 1984, a CP Rail começou a construção do Túnel Monte Macdonald como auxílio do Túnel Connaught, sob as Montanhas Selkirk. O primeiro trem passou pelo novo túnel em 1988. Com seus 14,7 km, o Túnel Monte Macdonal é o túnel mais longo em todo o continente americano.

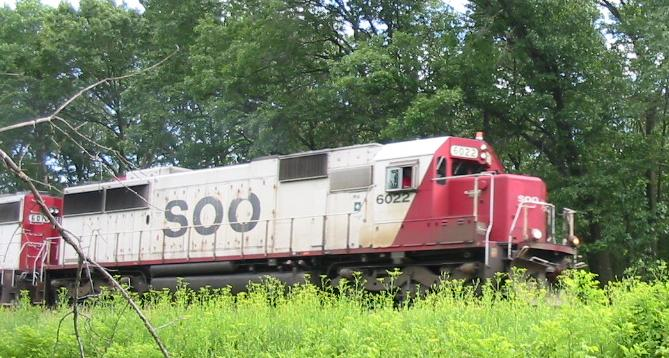
Um trem da Soo Railway, uma subsidiária americana da Canadian Pacific Railway, em Wisconsin Dells, Wisconsin.

Durante a década de 1980, a Soo Line, na qual a CP Rail era uma das acionárias, passou por várias mudanças. A Soo Line adquiriu a Minneapolis, Northfield and Southern Railway em 1982. Em 21 de fevereiro de 1985, a Soo Line obteve parte da Milwaukee Road, fusionando-no em sua malha ferroviária em 1 de janeiro de 1986. Em 1987, a maior parte das ferrovias da CP Rail na região do sul dos Grandes Lagos, incluindo muito da Soo Line original, a Wisconsin Central, que foi posteriormente comprada pela Canadian National Railway. Influenciado pelo Tratado de Livre Comércio assinado entre Canadá e os Estados Unidos em 1989, que removia restrições entre o comércio entre ambos os países, a expansão da Canadian Pacific continuou no começo da década de 1990: a CP Rail retomou o controle da Soo Line em 1990 e comprou a Delaware and Hudson Railroad, em 1991. Estas duas aquisições deram às linhas da CP Rail rotas a duas grandes cidades americanas: Chicago, via Soo Line, e Nova Iorque, via Delaware and Hudson.
Durante os próximos anos, a CP Rail diminuiu sua malha ferroviária, e várias linhas secundárias, incluindo todas as linhas a leste de Montreal (incluindo a linha Montreal-Quebec-Saint John) foram vendidas a outras companhias ferroviária de pequeno porte ou foram abandonadas. Ambas CP Rail e a Canadian National Railway tentaram sem sucesso comprar as malhas do leste canadiano, uma às outras.
Finalmente, em 1996, por causa da crescente importância do tráfico do oeste canadense para a ferrovia, a CP Rail mudou sua sede, de Montreal (província de Quebec) para Calgary (província de Alberta), e seu nome passou a ser novamente Canadian Pacific Railway, retomando o uso do castor como logo da companhia. Uma nova subsidiária, a St. Lawrence and Hudson Railway, foi criada para operar linhas deficitárias no leste da América do Norte. A nova subsidiária, de uma companhia deficitária passou a ser uma companhia altamente lucrosa. Após quatro anos, a Canadian Pacific Railway mudou sua opinião e decidiu fusionar novamente a St. Lawrence and Hudson Railway com sua companhia-pai, em 1 de janeiro de 2001.
Em 2001, a companhia administradora da Canadian Pacific Railway, a Canadian Pacific Limited, dividiu suas cinco subsidiárias, incluindo a Canadian Pacific Railway, em companhias independentes.

## Trens de carga

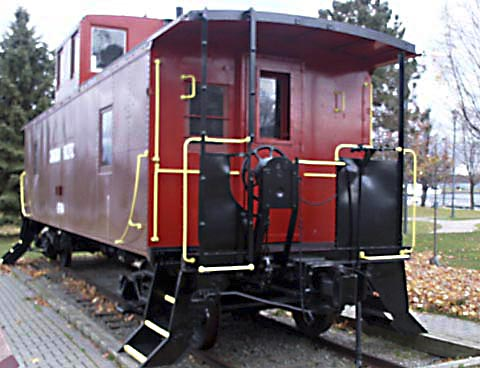
Um antigo caboose da Canadian Pacific Railway em Brockville, Ontario.

Cerca da metade do movimento de cargas da Canadian Pacific Railway é carvão, grãos e transporte intermodal. A Canadian Pacific Railway também transporte peças automobilísticas, enxofre, fertilizantes, outros produtos químicos, madeira e derivados, e outros produtos. O trecho mais movimentado da Canadian Pacific Railway é entre Calgary e Vancouver.
Desde 1970, o carvão tornou-se um produto de importância primária para a CP Rail. O carvão é transportado em vagões de carga desde as montanhas (mais notavelmente, Sparwood, na Colúmbia Britânica) aos terminais em Roberts Bank e North Vancouver, ambas na Colúmbia Britânica, onde então o carvão é transportado ao Japão. A Canadian Pacific Railway movimenta cerca de 34 milhões de toneladas de carvão no oeste canadense ao Oceano Pacífico todo ano.
Grãos são transportados pela Canadian Pacific Railway dos campos do interior do Canadá até Thunder Bay, em Ontário e Vancouver, onde então são exportados. Grãos têm sido sempre uma um dos produtos mais movimentados pela Canadian Pacific Railway; entre 1905 e 1909, a Canadian Pacific Railway duplicou o trecho entre Fort William e Winnipeg para facilitar o transporte de grãos. Por várias décadas esta foi a única secção da Canadian Pacific Railway de mão dupla, foras de áreas urbanas.
Em 1952, a Canadian Pacific Railway tornou-se a primeira companhia ferroviária a introduzir o transporte intermodal de carga, onde caminhões são transportados, juntos com seu motorista e sua carga, em vagões abertos. Em 1999, a Canadian Pacific Railway introduziu uma linha intermodal entre Montreal e Detroit, chamada de Expressway (Via Expressa).

## Trens de passageiros
Até o fim da Segunda Guerra Mundial, o trem era o principal método de transporte de longas distâncias no Canadá. Entre os diversos tipos de pessoas que usavam os trens da Canadian Pacific Railway foram novos imigrantes em direção ao interior e ao oeste do Canadá; tropas indo para a guerra e turistas de alta classe. Para promover o turismo, a Canadian Pacific Railway construiu vários hotéis.
Após a Segunda Guerra Mundial, o movimento de passageiros caiu à medida que automóveis, aviões, e, posteriormente, ônibus, tornavam-se cada vez mais comuns, mas a Canadian Pacific Railway continuava a inovar em uma tentativa em manter o número de passageiros alto. Em 9 de novembro de 1953, a Canadian Pacific Railway introduziu Trens a diesel, chamadas de Dayliners pela Canadian Pacific Railway, em várias de suas linhas secundárias. Em 24 de abril de 1955, a Canadian Pacific Railway introduziu um serviço de trem intercontinental de luxo, chamado de The Canadian (O Canadense). O trem ligava Vancouver com Toronto ou Montreal (a leste de Sudbury, Ontário, a rota dividia-se em duas secções.
Na década de 1960, porém, a Canadian Pacific Railway começou a fechar vários de seus serviços de passageiros, especialmente nas linhas secundárias. Por exemplo, serviços de passageiros terminaram ao longo do sul da Colúmbia Britânica e Crowsnest Pass em janeiro de 1964, na região central do Quebec, em abril de 1967, tendo o trem transcontinental The Dominion parado de funcionar em janeiro de 1966. Em 29 de outubro de 1978, a Canadian Pacific Railway passou todos os seus serviços de passageiros à recém-criada VIA Rail, uma nova corporação do governo canadense, que seria responsável por todo o serviço inter-urbano no Canadá.
A Canadian Pacific Railway ainda continuaria a administrar um serviço de trens inter-urbanos na região metropolitana de Montreal. Em 1 de outubro de 1982, a Montreal Urban Community Transit Commission assumiu a administração destes serviços.

## Serviços especiais

### Seda

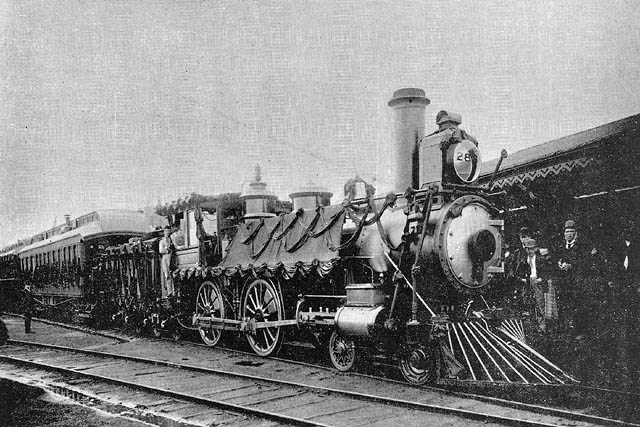
O trem-funeral do John Alexander Macdonald.

Entre a década de 1890 e a década de 1940, a Canadian Pacific Railway transportou larvas produtoras de seda, de Vancouver a Nova Iorque e Nova Jérsia. Estas larvar eram importadas do Extremo Oriente. A Canadian Pacific Railway mantinha um serviço dedicado especialmente ao transporte destes insetos, e um trem poderia carregar seda e insetos com valor de vários milhões de dólares, e por causa disto, estes trens tinham guardas armados. Para evitar roubos e manter baixos os custos do seguro, estes trens viajavam em alta velocidade e paravam apenas para trocar locomoticas e a tripulação, trocas que eram muitas vezes realizadas em menos de 5 minutos. Trens carregando esta carga valiosa tinham preferência sobre todos os outros trens, até trens de passageiros teriam de parar em trilhos laterais para fazer a viagem dos trens carregando seda rápido. No final da Segunda Guerra Mundial, a invenção do nylon tornou a seda menos valiosa, acabando com este serviço da Canadian Pacific Railway.

### Funerais
Trens-funerais da Canadian Pacific Railway carregavam os restos mortais de pessoas importantes, como primeiros-ministros. À medida que o trem passava, pessoas estariam em certos pontos para mostrar suas condolências. Dois trens-funerais são particularmente bem-conhecidos. Em 10 de junho de 1891, o trem-funeral do primeiro-ministro do Canadá John Alexander Macdonald foi de Ottawa a Kingston, em Ontário. O trem consistia em 5 vagões de passageiros e uma locomotiva. Em 14 de setembro de 1915, o trem-funeral do ex-presidente da Canadian Pacific Railway, Van Horne, foi de Montreal a Joliet, em Quebec.

### Realeza britânica

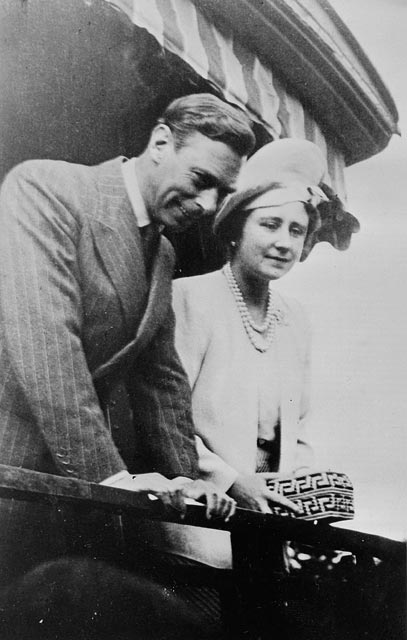
O Rei Jorge VI e a Rainha Isabel em Hope.

Trens da Canadian Pacific Railway transportaram membros da família real britânica, quando eles visitaram o Canadá. Estes trens transportaram a realeza ao longo do belo cenário natural do Canadá e por pequenas cidades, e permitiram a cidadãos canadenses ver e cumprimentar a realeza. Estes trens eram elegantemente decorados; alguns tinham amenidades como um posto de correios e uma barbearia. O trem real mais notável da Canadian Pacific Railway também foi o último trem real da companhia, em 1939.
Em 1939, a Canadian Pacific Railway teve a honra de dar ao Rei Jorge VI do Reino Unido e à Rainha Isabel I um passeio ferroviário pelo Canadá, desde a Cidade de Quebec até Vancouver. Esta foi a primeira visita de um monarca reinante no Canadá. A locomotiva a vapor usada para locomover o trem foi numerado 2850, um trem Hudsom, construído pela Montreal Locomotive Works. Pintada em azul e prata, a locomotiva percorreu 5 158 km ao longo do Canadá, 25 mudanças de tripulação foram efetuadas, sem falhas mecânicas. O rei ficava na locomotiva quando possível. Após o passeio, o Rei Jorge deu à Canadian Pacific Railway permissão para usar o termo Royal Hudson em certas locomotivas.

### Serviços educacionais
Entre 1926 e o começo da década de 1960, a Canadian Pacific Railway operou um veículo escolar para fornecer educação para famílias que viviam no norte de Ontário, longe de escolas. Um professor iria viajar em um veículo designado para áreas remotas e iria ficar em uma área para ensinar por 2 ou 3 dias, e então sair para outra área. Cada veículo tinha um quadro-negro e algumas cadeiras e/ou carteiras. Eles também continham bibliotecas em miniatura. Tais veículos escolares mostraram-se úteis no fornecimento de educação adequada às populações de regiões remotas.

### Serviços de férias
Em 1999, a Canadian Pacific Railway implementou um serviço de Férias nos meses de novembro e de dezembro. O trem celebra a estação de Natal e coleta doações. O trem também fornece publicidade à Canadian Pacific Railway e a alguns clientes da firma ferroviária.

### Royal Canadian Pacific
Em 7 de junho de 2000, a Canadian Pacific Railway inaugurou a Royal Canadian Pacific, uma excursão de luxo que opera entre os meses de junho e setembro. Opera ao longo de uma linha de 1 050 km, ao longo do vale do Rio Columbia e Crowsnest Pass, e então retornando de volta à Calgary. A viagem dura 6 dias e 5 noites. O trem consiste em 8 vagões de passageiro de luxo construídos entre 1916 e 1913, e as locomotivas são equipadas com motores a diesel da primeira geração.

### Trens a vapor
Em 1998, a Canadian Pacific Railway comprou e repatriou uma de suas antigas locomotivas a vapor que estavam à mostra nos Estados Unidos, após este vagão ter sido vendido em janeiro de 1964, muito tempo depois do fim da era dos trens a vapor. A Canadian Pacific Railway Hudson 2816 foi renomeado "Imperatriz 2816", após um processo de restauração que durou 30 meses e custou mais de um milhão de dólares canadenses. Esta locomotiva voltou ao serviço para promover relações públicas. Têm operado ao longo de muito da malha ferroviária da Canadian Pacific Railway, incluindo linhas nos Estados Unidos. Foi usado para várias causas, incluindo uma que foi incentivar o café da manhã entre crianças, porque ajuda no processo de educação e aprendizagem das crianças na escola. Cem porcento de todo o dinheiro arrecadado é doado a associações de caridade - e a Canadian Pacific Railway paga todas as despesas relacionadas com o uso da operação do trem.

## Locomotivas

### Locomotivas a vapor
Nos anos iniciais da Canadian Pacific Railway, locomotivas a vapor do tipo 4-4-0 foram as mais usadas na malha ferroviária da Canadian Pacific Railway. Também foram usadas locomotivas 4-6-0 e 2-8-0, particularmente nas montanhas.
No começo do século XX, a Canadian Pacific Railway usou um grande número de locomotivas tipo 4-6-2, que foram usadas em ambos serviços de carga e passageiros. A Canadian Pacific Railway comprou locomotivas do tipo Pacific entre 1906 e 1948. As locomotivas do tipo Hudson eram da classe H1 Royal Hudson, equipadas a vapor. Estas locomotivas têm este nome porque uma destas locomotivas locomoveu o trem que transportava o Rei Jorge VI e a Rainha Isabel em sua viagem no Canadá em 1939, sem mudança de locomotivas ou falhas mecânicas. Esta locomotiva, numerada 2850, está preservada na Exporail exhibit hall of the Canadian Railway Museum em Delson, Quebec. Outra locomotiva desta classe, numerada 2860, foi reparada pelo governo da Colúmbia Britânica, e usada em excursões na British Columbia Railway entre 1974 e 1999.
Em 1929, a Canadian Pacific Railway recebeu sua primeira locomotiva tipo 2-10-4, nomeadas Selkirk, as maiores locomotivas a vapor existentes no Canadá. Foram nomeadas atrás das Montanhas Selkirk, onde tais locomotivas operaram - por causa de que estas locomotivas eram ideais para grandes inclinações. Foram usadas regularmente em serviços de carga e passageiros. A Canadian Pacific Railway operaria um total de 37 destas locomotivas, incluindo uma numerada 8000, uma locomotiva equipada com um motor experimental de alta pressão. As últimas locomotivas a vapor que a Canadian Pacific Railway recebeu foram Selkirks, em 1949. Foram numeradas 5930-5935.

### Locomotivas a Diesel
Em 1937, a Canadian Pacific Railway adquiriu sua primeira locomotiva equipada com um motor a diesel. Esta locomotiva, fabricada no Canadá, foi numerada 7000. Esta locomotiva não foi bem sucedida. Locomotivas a diesel foram compradas e importadas da American Locomotive Company (Alco), uma companhia americana. As primeiras encomendas eram 5 modelos S-2, em 1943, acompanhadas por encomendas posteriores. Em 1949, várias locomotivas tipo Alco FA1 e cinco RS-2 switchers foram encomendadas novamente. Em 1948, a Montreal Locomotive Works começou a fabricação destas locomotivas em Montreal, Canadá. Um teste foi realizado em 1949 - 13 Locomotivas equipadas com motores a diesel foram compradas em 1949 para a operar na subsidiária Esquimalt and Nanaimo Railway, na Ilha de Vancouver. Como o teste foi bem-sucedido, a Canadian Pacific Railway decidiu substituir todas as suas locomotivas a vapor por locomotivas equipadas com motores a diesel. Este processo durou 11 anos, e em 6 de novembro de 1960, a última locomotiva a vapor ainda em operação fez sua última rota comercial. A primeira geração de locomotivas a diesel foram feitas em sua maioria pela General Motors Diesel e pela Montreal Locomotive Works. Algumas foram construídas pela Canadian Locomotive Company.
A Canadian Pacific Railway foi a primeira companhia ferroviária da América do Norte a usar corrente alternada em locomotivas, em 1984. Em 1995, a Canadian Pacific Railway encomendou à GE Transportation Systems as primeiras locomotivas usando corrente alternada no Canadá, e atualmente, a Canadian Pacific Railway possui a maior percentagem de locomotivas de corrente alternada em toda a América do Norte. Em 2004, 504 das 1 622 locomotivas da Canadian Pacific Railway usam corrente alternada.

## A Canadian Pacific Railway na cultura canadense
A construção da Canadian Pacific Railway é celebrada em uma música popular de Gordon Lightfoot, The Canadian Railroad Trilogy. A história da construção da ferrovia foi dita por livros de história popular de Pierre Berton, The National Dream e The Last Spike, que foram adaptadas em uma série de televisão pela Canadian Broadcasting Corporation, chamada de The National Dream.